# Te damos la mañana
Te damos la mañana, también conocido como TDM: Te damos la mañana, fue un programa de televisión, presentado por Inés Ballester, que se englobaba en el género del magacín. El programa, que se estrenó el 24 de octubre de 2011, se emitía en 13 TV de lunes a viernes a las 11:30 horas.

## Historia y Formato
Te damos la mañana fue puesto en marcha por 13 TV el 24 de octubre de 2011, respondiendo al típico formato-contenedor de magacín, contando en su estructura con secciones de actualidad, salud, moda, tertulia, cocina, sucesos, corazón, belleza y consumo. Asimismo, el espacio estaba dividido en dos franjas de la mañana, comenzando a las 11:30 horas y haciendo una pausa a las 12:00 horas para dar paso a la emisión en directo de la Santa Misa. Tras su finalización, a las 12:45 horas, continuaba con sus contenidos hasta las 14:15 horas.
Por otro lado, aparte del papel que tenían Inés Ballester y los colaboradores, la audiencia también fue relevante en el desarrollo del programa, ya que se invitaba a los espectadores a cocinar con la presentadora en la sección de cocina. De este modo, todas las semanas participaban personajes anónimos y un famoso.
Finalmente, tras una temporada en antena, le fue detectado un cáncer de mama a Inés Ballester, por lo que se retiró temporalmente de la televisión. Sin embargo, la presentadora aseguró que volvería con su programa el septiembre de 2012, lo cual no ocurrió finalmente. Ballester regresó a la cadena como nueva presentadora de Nuestro cine tras el fallecimiento de José Luis Uribarri, su anterior presentador, lo que supuso el fin de Te damos la mañana.

### Secciones
- Actualidad social
- Salud y Nutrición
- Sucesos
- Psicología
- Tertulia de actualidad y crónica social
- Moda y belleza
- Consumo
- Tendencias de Internet
- Viajes
- Cocina

## Equipo

### Presentadora
- Inés Ballester

### Colaboradores
- Alfonso del Corral
- Bernardino Lombao
- Carlos García Hirschfeld
- Concha Galán
- Irma Soriano
- Lara Dibildos
- Liborio García
- Lola Carretero
- Manolo Giménez
- Paloma Barrientos
- José Cabrera
- Rosa María Calaf
- Verónica Mengod